# Balthasar Friedrich von Schütz
Balthasar Friedrich Schütz, später Freiherr von Schütz (* um 1664 in Regenwalde; † 1734) war ein deutscher Offizier und – unter dem Pseudonym Amadeus Creutzberg – theologischer Übersetzer und Schriftsteller.

## Leben
Er wurde in Regenwalde in Hinterpommern als Sohn des dortigen Praepositus Balthasar Schütz († 1711) und der Katharina Bolduan geboren. Nach seinem Studium, das auch Mathematik und Baukunst mit einschloss, arbeitete er als Hauslehrer in der Familie von Flemming in Böeck bei Greifenberg. Wegen der Teilnahme an einem Duell, bei dem er einen Herrn von Steinwehr verletzte, verließ er zunächst Pommern. 
Er trat in den Militärdienst von Kurmainz, wo er bis zum Obersten aufstieg. Durch Kaiser Joseph I. wurde er in den Freiherrenstand erhoben.
Später kehrte er nach Pommern zurück, wo der preußische König Friedrich I. ihn für ein Projekt zur Regulierung des Flusses Rega einsetzte, durch das eine – letztlich nicht verwirklichte – Wasserstraße zwischen der Warthe und der Ostsee geschaffen werden sollte. Anschließend trat von Schütz als Generalmajor in russische Dienste, dann in preußische Dienste, später in hessen-kasselsche Dienste. Zuletzt war er mit dem Charakter eines schwedischen Generalmajors Kommandant von Kassel. 
Nach seinem Abschied vom Militär zog von Schütz nach Braunschweig. Hier schrieb und übersetzte er unter dem Pseudonym Amadeus Creutzberg theologische Schriften. Er starb 1734 auf einer Reise nach Berlin.